# High Heels (мініальбом Brave Girls)
High Heels — третій мініальбом південнокорейського жіночого гурту Brave Girls. Вийшов 27 червня 2016 року на лейблі Brave Entertainment. Мініальбом став першим релізом за понад чотири роки та першим із новим складом гурту. Це останній випуск з учасницею Юджін.
Мініальбом мав помірний успіх, досягнувши 22 місця в чарті альбомів Gaon.

## Передумови та реліз
2 лютого 2016 року стало відомо, що Brave Girls повернуться у складі 7 учасниць після двох років перерви. 16 лютого «Deepened» вийшов як цифровий сингл і ознаменував їхнє повернення на музичну сцену.
19 червня 2016 року Brave Entertainment оголосили, що Brave Girls випустять мініальбом під назвою High Heels 27 червня. Днем пізніше стало відомо, що до альбому увійдуть п'ять пісень, включно з раніше випущеним синглом «Deepened». Також було опубліковано обкладинку альбому. 21 червня були оприлюднені перші два тизери з учасницями Юджон та Инджі. 22 червня було опубліковано ще два тизери з учасницями Херан та Юна. 23 червня було опубліковано три тизери з учасницями Мінйон, Хаюн та Юджін. З 21 по 26 червня вийшло загалом чотири тизери музичних відео. 25 червня вийшло попурі з пісень мініальбому, а 26 червня вийшло музичне відео на головний трек «High Heels».
Мініальбом вийшов 27 червня в цифровому вигляді у Південній Кореї.

## Сингли
16 лютого 2016 року «Deepened» вийшов як цифровий сингл. Пізніше був включений як перший сингл до мініальбомуHigh Heels. Одночасно з релізом синглу вийшло музичне відео.. «Deepened» дебютував та досяг 100 місця на MelOn, не потрапивши до жодного великого чарту в Південній Кореї, ставши першим синглом у їхній кар'єрі, який не досяг успіху.
Другий головний сингл альбому «High Heels» вийшов разом з мініальбомом 27 червня 2016 року. До нього також зняли музичне відео.

## Комерційний успіх
High Heels посів 22 місце в чарті альбомів Gaon у випуску чарту від 26 червня до 2 липня 2016 року. Мініальбом знову увійшов під номером 92 у випуску хіт-параду від 17–23 липня 2016 року та знову під номером 91 у випуску хіт-параду від 28 серпня до 3 вересня 2016 року.
Альбом посів 87 місце в чарті альбомів Gaon за червень з 626 проданими копіями.

## Трек-лист
| #     | Назва                                        | Автор слів                 | Автор музики               | Аранжування        | Тривалість |
| ----- | -------------------------------------------- | -------------------------- | -------------------------- | ------------------ | ---------- |
| 1.    | «High Heels» (하이힐; «haihil»)              | Brave Brothers, Chakun     | Brave Brothers, JS, Chakun | JS, Brave Brothers | 3:00       |
| 2.    | «Help Me»                                    | Chakun                     | Chakun, Two Champ          | Two Champ          | 3:20       |
| 3.    | «Whatever»                                   | Maboos, Chakun             | Maboos, JS                 | JS                 | 3:32       |
| 4.    | «Don't Meet» (만나지 말길; «mannaji malgil») | Maboos                     | Maboos, JS, Miss Lee       | JS                 | 4:04       |
| 5.    | «Deepened» (변했어; «byeonhaess-eo»)         | Brave Brothers, Maboos, JS | Brave Brothers, Maboos     | JS                 | 3:13       |
| 17:09 |                                              |                            |                            |                    |            |

## Чарти
| Чарти (2016)                             | Найвища позиція |
| ---------------------------------------- | --------------- |
| South Korea Weekly (чарт альбомів Gaon)  | 22              |
| South Korea Monthly (чарт альбомів Gaon) | 87              |

## Історія випуску
| Регіон         | Дата                | Формат                  | Лейбл               |
| Світовий       | 27 червня 2016 року | Цифрове завантаження    | Brave Entertainment |
| Південна Корея | 27 червня 2016 року | CD, завантаження музики | Brave Entertainment |
| -------------- | ------------------- | ----------------------- | ------------------- |